# Stara Bohdaniwka
Stara Bohdaniwka (ukrainisch Стара Богданівка; russisch Старая Богдановка Staraja Bogdanowka) ist ein Dorf im Süden der ukrainischen Oblast Mykolajiw mit etwa 500 Einwohnern (2001).

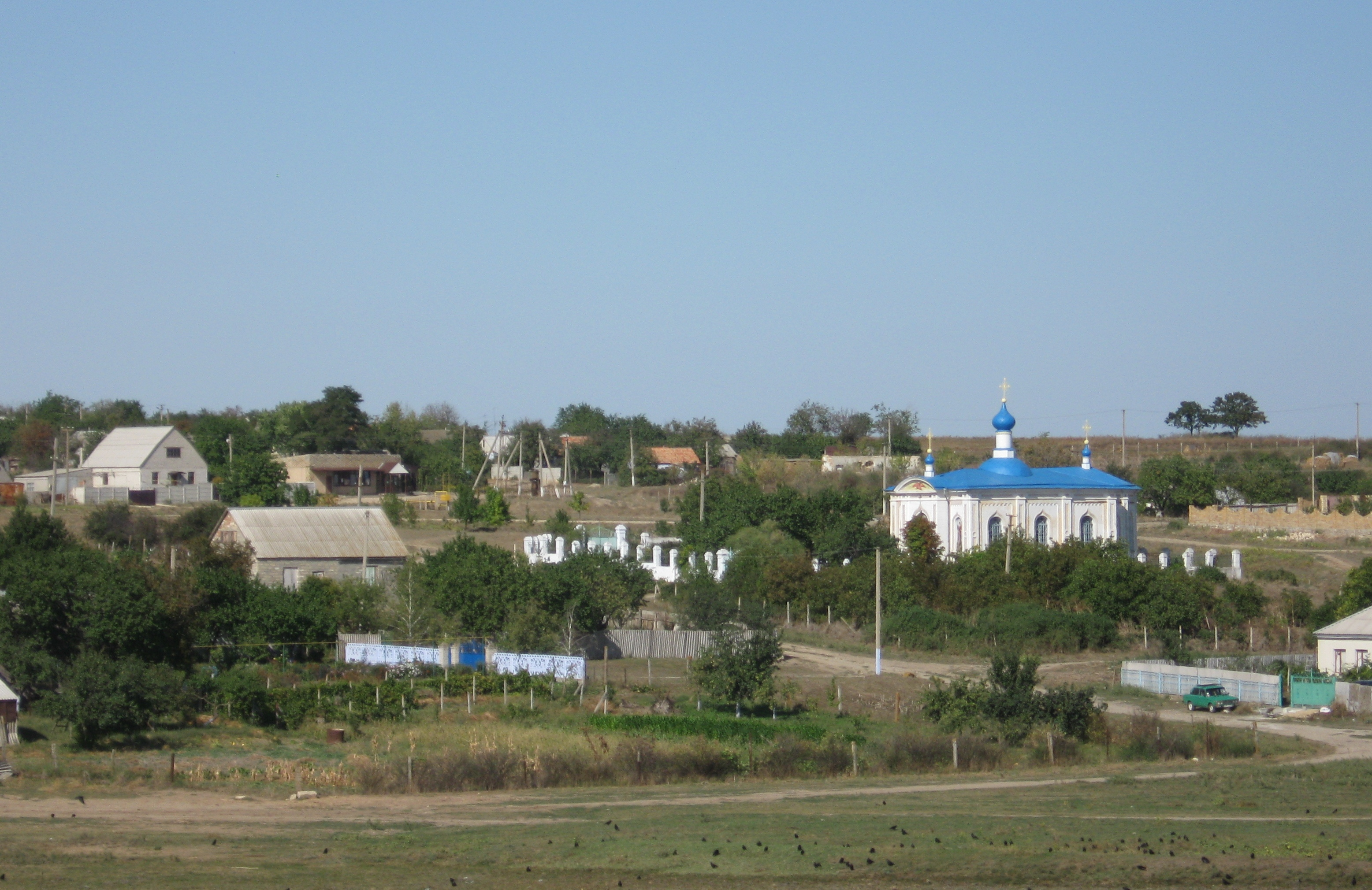
Blick auf das Dorf

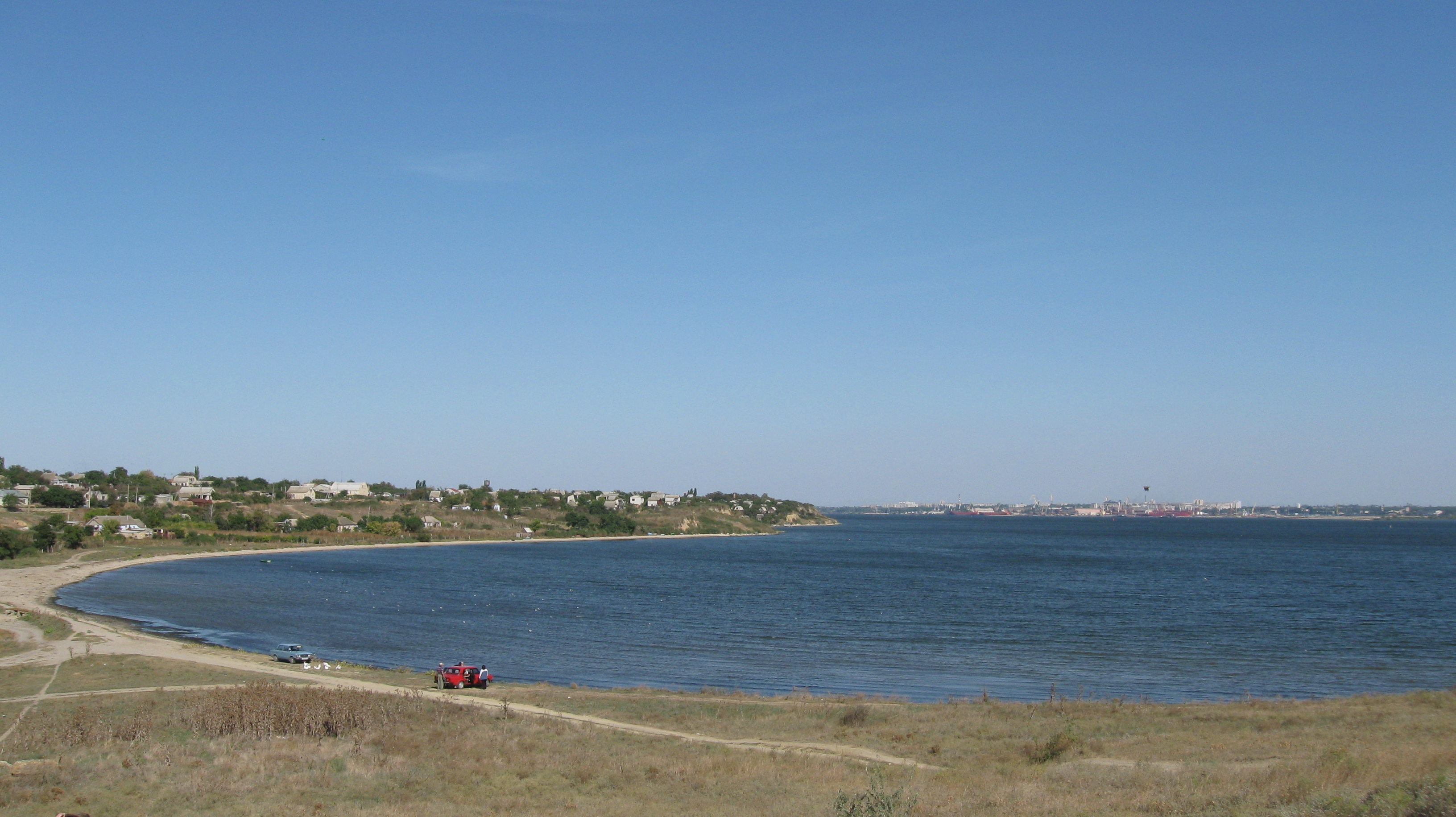
Strand am Dnepr-Bug-Liman

Die Ortschaft liegt auf 1 m Höhe am Übergang des Südlichen Bugs zum Dnepr-Bug-Liman, 10 km südwestlich vom Gemeindezentrum Radisnyj Sad und etwa 20 km südwestlich vom Rajon- und Oblastzentrum Mykolajiw.
Stara Bohdaniwka liegt an Stelle einer tatarischen Siedlung aus dem 18. Jahrhundert, an der sich Anfang des 19. Jahrhunderts bulgarische Siedler niederließen.
Durch das Dorf verläuft die Territorialstraße T–1507.
Am 12. August 2016 wurde das Dorf ein Teil der neugegründeten Landgemeinde Radsad, bis dahin war es ein Teil der Landratsgemeinde Kirowe (Кіровська сільська рада/Kirowska silska rada) im Süden des Rajons Mykolajiw.